# Acalolepta elongata
Acalolepta elongata là một loài bọ cánh cứng trong họ Cerambycidae.